# USNS Burlington (T-EPF-10)
USNS Burlington (T-EPF-10) — експедиційний швидкісний транспорт, десятий в серії з 14 суден типу «Спірхед» які будуються на верфі компанії Austal USA в місті Мобіл, штат Алабама, на замовлення ВМС США відповідно до контракту, укладеного в листопаді 2008 року.

## Історія створення
Контракт на будівництво був підписаний 20 грудня 2012 року. Судно назване на честь міста Берлінгтон, штат Вермонт. Воно стало першим кораблем з даними ім'ям у складі ВМС США. У червні 2016 року було розпочато будівництво. 26 вересня 2017 року відбулася церемонія закладання кіля. На закладній дошці свої ініціали залишив Вільям Пфістер, почесний віце-президент Austal USA. 24 лютого 2018 року відбулася церемонія хрещення. Спонсором корабля виступила 55-річна  Марсель Ліхі, дружина сенатора Ліхи від штату Вермонт, яка за морською традицією розбила пляшку шампанського об носа корабля. 1 березня спущено на воду. 3 серпня завершив приймальні випробування, які протягом двох днів проводились у Мексиканській затоці. 15 листопада передано ВМС США.